# Coprofiel
Een coprofiel is een organisme dat voor zijn voeding of voortplanting afhankelijk is van de uitwerpselen van andere organismen.
Voorbeelden van coprofiele soorten zijn:
- braakbalmos (Tetraplodon mnioides)
- gewone mestkever (Geotrupes stercorarius)

Tevens bestaan er coprofiele syntaxa, zoals alle gemeenschappen van de kruikmos-klasse (Splachnetea).